# Hatto Zeidler
Hatto Zeidler (* 1938 in Krumke (Altmark)) ist ein deutscher Lehrer, Kunsterzieher und Bildhauer. Er war Dozent für Didaktik an der PH Heidelberg und ist Bildhauer sowie Autor in Knittlingen.

## Leben und Wirken
Nach einer Bildhauerlehre im väterlichen Betrieb studierte Zeidler Pädagogik, Soziologie und Kunstgeschichte an der Universität Heidelberg und wurde Lehrer. Mit seiner Dissertation Die Mannheimer Jesuitenkirche wurde Zeidler 1983 an der Universität Heidelberg zum Dr. phil. promoviert.
Von 1974 bis 2003 war Zeidler Dozent an der Pädagogischen Hochschule Heidelberg. Zeidler ist freischaffender Bildhauer und Autor. 
Zeidlers Ehefrau ist die Fotografin Uta Süße-Krause.

## Ehrungen
- Sudetendeutscher Kulturpreis, verliehen durch das Land Bayern 2014

## Publikationen (Auswahl)
- Das Kanuhaus. Erlebnisse einer Flüchtlingsfamilie. Silberburg-Verlag, 2017, ISBN 978-3-8425-1764-6.
- Ein Badener in Lappland. Reisegeschichten. Der Kleine Buch Verlag, 2017, ISBN 978-3-7650-9114-8.
- Post aus Rom. Klotz Verlag, Neulingen 2020, ISBN 978-3-948424-56-5.
- Die Tante kommt, Klotz Verlag, Neulingen 2022,  ISBN 978-3-949763-01-4